# Cesare Perdisa
Cesare Perdisa (Bologna, Italië, 21 oktober 1932 – 10 mei 1998) was een Formule 1-coureur uit Italië. Hij nam tussen 1955 en 1957 deel aan 8 Grands Prix voor de teams Maserati en Ferrari en scoorde hierin 2 podia en 5 punten.

## Referentie
1. 1 2  Jenkins, Richard, The World Championship drivers - Where are they now?. OldRacingCars.com. Geraadpleegd op 15 juli 2009.